# Зигзаг удачи
«Зигза́г уда́чи» — советский художественный трагикомедийный фильм 1968 года, поставленный режиссёром Эльдаром Рязановым на «Мосфильме». Сценарий картины был основан на одноимённой повести Рязанова и Эмиля Брагинского. В основе сюжета — история фотографа Володи Орешникова, выигравшего в лотерею крупную сумму на деньги, позаимствованные из кассы взаимопомощи фотоателье.
Фильм снимался в Москве в январе — феврале 1968 года и вышел на экраны 30 декабря 1968 года. Картина получила неоднозначные отзывы критиков. Специалисты выделили сценарий и постановку, однако отметили слабую проработку центральных персонажей и не вполне убедительную концовку.

## Сюжет
В начале фильма показывается небольшой мультипликационный сюжет об истории фотографии и важности профессии фотографа. Далее действие разворачивается в провинциальном городе в 1960-е годы. Фильм повествует о работниках местного фотоателье под названием «Современник», в котором находится под угрозой выполнение плана. Находчивый молодой фотограф Владимир Антонович Орешников делает предложение снимать самих себя. Коллектив с радостью поддерживает его и в ответ назначает Володю председателем кассы взаимопомощи. Орешников давно мечтает стать фотохудожником и приобрести дорогой фотоаппарат «Зенит-6», который ежедневно видит в витрине магазина. Он решает воспользоваться своим новым положением и берёт из кассы 20 рублей — единственные находящиеся там деньги, заблаговременно написав расписку о выдаче. На эти деньги он покупает в сберкассе, где работает кассиром его невеста Оля, облигацию трёхпроцентного займа, решив таким образом испытать судьбу.
Параллельно в фильме рассказывается история Лидии Сергеевны, сослуживицы Володи. Она часто возвращается домой поздно, что очень не нравится её ревнивому мужу. Кончается это тем, что муж уходит из дома, оставив Лидию Сергеевну без мебели.
Ещё одна сюжетная линия — это история председателя месткома фотоателье Алевтины Васильевны, малопривлекательной женщины, мечтающей о замужестве. Однажды её мать нашла для неё потенциального жениха — директора автобазы Ивана Степановича Калачёва. Это мужчина средних лет, состоятельный, но при этом простодушный и хамоватый тип, что Алевтине не понравилось. Невзлюбил его также и её отец, военный в отставке, который выгнал «жениха» сразу же после сватовства. После мучительных раздумий Иван Степанович понял, что Алевтина для него — наилучший вариант. На следующий день он пришёл к ней на работу под предлогом фотографироваться. Недолгий разговор ни к чему не приводит: Алевтине Иван Степанович не симпатичен, но фото тот всё-таки делает.
Наступает день тиража, в котором Володя выигрывает небывалую сумму — 10 000 рублей. От счастья Орешников чуть не срывает мероприятие. На работе Володя делится со всеми своей радостью. Лидия Сергеевна предлагает ему отметить это событие у неё дома, мотивируя это тем, что она якобы выгнала мужа. Впрочем, Орешников, обнаглевший от свалившегося на него счастья, начинает высокомерно вести себя по отношению к Оле, и в итоге они ссорятся. В подавленном настроении Володя идёт в столовую и оказывается за одним столиком с ушедшим от Лидии Сергеевны мужем. Оба делятся своими невзгодами. Затем Орешников предлагает ему за компанию пойти к Лидии Сергеевне, не зная, что перед ним её муж. Тот, не зная, что перед ним коллега его жены, соглашается, и они идут к нему домой. Дома рентгенолог снова устраивает сцену ревности и упрекает Лидию Сергеевну за враньё, когда она сказала Володе, что выгнала мужа. Обиженная Лидия Сергеевна уходит, а мужчины остаются, после одной логической фразы Орешникова мирятся и выпивают.
Лидия Сергеевна решает отомстить Орешникову за «сплетни» и организовывает собрание, на котором работники фотоателье обвиняют Володю в том, что он выиграл крупную сумму, воспользовавшись общими деньгами, а не своими. Следовательно, выигрыш надо поделить. Собрание чуть было не срывает пришедший за фотографиями Иван Степанович, недовольный тем, что ателье закрылось на учёт в рабочее время. Желая произвести впечатление на Алевтину (что ему впоследствии удалось), он участвует в собрании. Поначалу он защищает Орешникова, а затем, разобравшись в ситуации, принимает сторону большинства. Коллектив исключает Володю из кассы взаимопомощи, у него отбирают облигацию, и тот уходит, оставшись ни с чем. Из кассы также исключают и Лидию Сергеевну за неуплату членских взносов. Внезапно Лидия Сергеевна влюбляется в Володю, который до своего ухода оказывается единственным, кто за неё заступился. Она приходит к нему домой, извиняется и признаётся в своих чувствах. Володя в мягкой форме ей отказывает, но Лидия Сергеевна соблазняет его.
Тем временем коллектив фотоателье и Иван Степанович приходят в сберкассу, чтобы получить выигрыш. Оля узнаёт облигацию, которую купил Володя, и подозревает, что её бывшего возлюбленного ограбили. Но позже, встретив на улице своего жениха с Лидией Сергеевной, она с охотой отдаёт деньги работникам ателье. За некоторое время до Нового года сотрудники думают, что делать с выигрышем. Коллектив решает простить Володю и Лидию Сергеевну и тоже поделиться с ними деньгами. Ничего об этом не знавшие Орешников и Лидия Сергеевна решаются на месть. Володя приходит к сослуживцам под видом Деда Мороза и отвлекает их, а Лидия Сергеевна, переодетая в лыжницу, в темноте и суматохе крадёт портфель с деньгами. Коллектив бросается за ними в погоню, однако Орешников возвращает им выигрыш, заблаговременно забрав свою долю и долю Лидии Сергеевны. Володя просит прощения у сослуживцев. Наступает Новый год. Лидия Сергеевна снова предлагает Орешникову быть её мужем, но Володя вновь отказывается.
Спустя некоторое время Володя решает ненадолго оставить мечту о карьере фотохудожника и на свою долю покупает Оле шубу. Алевтина выходит замуж за Ивана Степановича и покупает себе дорогой костюм, чем смущает своего мужа. В связи со свадьбой Алевтины сотрудники вновь обращаются к Володе за финансовой помощью, но тот говорит, что денег нет. Оказывается, он снова купил облигацию в надежде на то, что удача опять сделает зигзаг.

## В ролях
- Евгений Леонов — Владимир Антонович Орешников, фотограф
- Ирина Скобцева — Лидия Сергеевна, фотограф
- Валентина Талызина — Алевтина Васильевна, председатель месткома, приёмщица фотоателье
- Евгений Евстигнеев — Иван Степанович Калачёв, директор автобазы, жених Алевтины
- Алексей Грибов — Кирилл Иванович Полотенцев, директор фотоателье
- Готлиб Ронинсон — Зяпа, муж Лидии Сергеевны, рентгенолог
- Георгий Бурков — Петя, художник-ретушёр
- Валентина Теличкина — Оля, кассир в сберкассе, невеста Орешникова
- Светлана Старикова — Ира, лаборантка фотоателье
- Борис Суслов — Юра, лаборант фотоателье, возлюбленный Иры
- Антонина Дмитриева — ведущая розыгрыша лотереи
- Нина Сазонова — Марья Петровна, мать Алевтины
- Виктор Шульгин — Василий Александрович, военный в отставке, отец Алевтины
- Феликс Яворский — председатель тиражной комиссии
- Владимир Гуляев — милиционер, на розыгрыше
- Екатерина Савинова — продавщица апельсинов с нагрузкой
- Зоя Исаева — работник фотоателье, в фотолаборатории
- Нина Агапова — продавщица в универмаге
- Виталий Комиссаров — фотограф
- Виктор Колпаков — грузчик
- Герман Качин — молодой грузчик
- Роман Тындык — фотограф
- Зиновий Гердт — текст от автора
- Кларина Фролова-Воронцова — соседка Орешникова (в титрах не указана)
- Екатерина Мазурова — жена Полотенцева (в титрах не указана)
- Вера Бурлакова — член тиражной комиссии (в титрах не указана)
- Виктор Маркин — член тиражной комиссии, у одного из барабанов лотереи (в титрах не указан)
- Ксения Козьмина — член тиражной комиссии в очках (в титрах не указана)
- Дмитрий Орловский — член тиражной комиссии (в титрах не указан)
- Василий Цыганков — член тиражной комиссии (в титрах не указан)
- Валентина Ушакова — член тиражной комиссии (в титрах не указана)
- Е. Кирьякова — женщина на розыгрыше (в титрах не указана)
- Владимир Протасенко — родственник Полотенцева (в титрах не указан)
- Николай Романов — мужчина в очках на розыгрыше (в титрах не указан)
- Александр Титов — бородач на розыгрыше (в титрах не указан)
- Лидия Королёва — член тиражной комиссии (в титрах не указана)
- Иван Косых — мужчина на розыгрыше (в титрах не указан)
- Светлана Чачава — эпизод (в титрах не указана)
- Елена Муратова — служащая (в титрах не указана)

## Съёмочная группа
- Авторы сценария — Эмиль Брагинский, Эльдар Рязанов
- Постановщик — Эльдар Рязанов
- Главный оператор — Владимир Нахабцев
- Художники-постановщики — Сергей Воронков, Ипполит Новодерёжкин
- Композитор — Андрей Петров
- Режиссёр мультипликации — Фёдор Хитрук
- Мультипликация — Владимир Зуйков, Эдуард Назаров (в титрах не указан)

## Сценарий и подбор актёров
Творческий тандем Эльдара Рязанова и Эмиля Брагинского состоялся во время работы над картиной «Берегись автомобиля», вышедшей на экраны в 1966 году. Комедия получила всесоюзное и международное признание, и от соавторов ждали продолжения. В основу сюжета очередного фильма легла реальная история о нечистом на руку профсоюзном сотруднике, который заимствовал деньги из кассы взаимопомощи, покупая на них облигации. Использовался тот же подход, что и в предыдущей совместной работе. Сценарий был сначала опубликован как повесть в журнале «Наш современник», и затем была подана заявка на фильм. Экранизации, как уже опробованный и одобренный материал, быстрее проходили идеологические барьеры. Будущая картина с рабочим названием «Кривая счастья» была достаточно легко принята худсоветом киностудии «Мосфильм», получив благожелательные оценки Юрия Нагибина.
Первым на роль директора автобазы режиссёр пригласил Евгения Евстигнеева. На эту роль также пробовался Юрий Визбор, но его кандидатуру отклонили — он явно не подходил по типажу. Эльдар Рязанов давно уже хотел пригласить Алису Фрейндлих на одну из ролей в своих картинах. Она в своё время до последнего момента претендовала на роль Шурочки Азаровой в «Гусарской балладе», но не подошла. Сценаристы создавали персонажа Алевтину «под неё». Тем не менее и здесь желанию не суждено было сбыться — оказалось, что Алиса Фрейндлих к моменту начала производства картины ждала ребёнка. На роль Алевтины взяли актрису театра имени Моссовета Валентину Талызину. На роль ретушёра Пети Рязанов выбрал тогда малоизвестного Георгия Буркова. По его словам, актёр представлял собой «идеальное лицо спившегося русского интеллигента».
Главного героя соавторы также писали «под» Иннокентия Смоктуновского, однако у актёра тогда обострилась болезнь. На роль пробовались Миронов, Ширвиндт, Шакуров. Рязанов предложил несколько неожиданную кандидатуру Евгения Леонова. Первоначально Леонова видели в образе директора фотоателье. Актёра долго не утверждал худсовет студии, полагая, что здесь необходима более эффектная и киногеничная внешность. Тогда Рязанов использовал испытанный приём. Он начал тянуть время и готовиться к съёмкам. «Уходила» натура, зима кончалась, и студия подтвердила выбор режиссёра.

## Производство и выход в прокат
Съёмки картины состоялись в январе — феврале 1968 года в Москве. Натурные съёмки прошли в районе Чистопрудного бульвара, театра «Современник» и других мест в столице. В первый съёмочный день запечатлели сцену «смотрин» жениха Калачёва, дома у Алевтины. Валентина Талызина, впервые получившая главную роль в картине именитого режиссёра, волновалась до такой степени, что у неё дрожал голос. Евгений Евстигнеев попытался найти взаимопонимание со своей партнёршей, предложив выпить в перерыве. Так постепенно был найден общий язык. Трудно давались уличные сцены. В Москве тогда температура опускалась ниже 20 градусов, но зима подходила к концу, и съёмки продолжались по 12 часов в день. Актёрских трейлеров, где можно было бы погреться, в то время ещё не существовало. Рязанов безуспешно боролся с алкогольными напитками, которые негласно проносили на площадку. После напряжённого дня выяснилось, что единственный удачный дубль был снят участниками эпизода в нетрезвом виде. Он рассорился с артистами, пригрозив написать жалобы им по месту работы. Впоследствии режиссёр недолюбливал картину и посвятил ей минимум места в своих воспоминаниях.
Худсовет студии «Мосфильм» принял работу без особых замечаний. Однако неожиданную критику высказали профсоюзные органы. Безалаберное отношение к деньгам из кассы взаимопомощи (сфера ответственности профкома) и явно сатирическое изображение работы фотоателье раздражали представителей профсоюзов. Центральный орган «Советские профсоюзы» ответил на выход комедии на экраны письмом-рецензией от рядового читателя (популярный в те времена приём). Картину обвиняли в примитивизме, «водевильности» сюжета, уходе от реальности под прикрытием комедии положений.
На экраны картина вышла 30 декабря 1968 года, получив вторую категорию и ограничения по прокату. По этому поводу Эльдар Рязанов высказывался следующим образом:

…Я долго не мог понять эту странную прокатную политику. Из чего она исходит? Из того, что на окраинах живут люди второго сорта, которых можно не принимать в расчёт и показывать им идеологический брак? Или же, наоборот, население окраин настолько закалено в идейном отношении, что не поддаётся вредному, тлетворному влиянию сомнительных произведений?— Рязанов Э. А. Грустное лицо комедии, или Наконец подведённые итоги. — ПРОЗАиК, 2010. — С. 180. — 637 с. — ISBN 978-591631-061-0.

## Критика и значение
Картина получила весьма неоднозначную критику. «Зигзаг удачи» подтвердил статус Эльдара Рязанова как состоявшегося мастера. Комедия продолжила тематику и проблемы, поднятые в предыдущей работе «Берегись автомобиля». Критика 1970-х годов положительно отнеслась к социальной стороне сюжета, к ироническому взгляду на погоню за материальными ценностями. «Советский экран» выделил непосредственно комедийную составляющую, отметив, что картина оказалась действительно смешной. Хороший литературный материал, с «зощенковским» звучанием, позволил ненавязчиво привлечь внимание к острым вопросам современности. Нея Зоркая обратила внимание на точно подобранный темп картины, мастерство Рязанова в таких деталях, как выстраивание мизансцены и подбор статистов для массовки.

«Зигзаг удачи» — фильм городской улицы, уличной толпы, вечерней предпраздничной толчеи, и ритм его — городской проход-полубег, переходящий просто в бег, когда за Володей и его выигрышем устремляет свою погоню «Современник». Переливчатая, без всяких швов от эпизода к эпизоду, картина целостна, на едином дыхании.— 
По мнению социолога Андрея Ашкерова, создателям удалось достаточно парадоксальное сочетание жанров: производственной драмы, трагикомедии и фарса. Удался своеобразный «портрет повседневности», когда обычные люди оказались вовлечены в сюжетный поворот, связанный с погоней за «большим кушем», — нерядовой для советского кинематографа тех лет. Такой взгляд на действительность позволил создать ряд запоминающихся психологических образов.
Тем не менее в сюжете явно не хватает глубины, и концовка оказалась весьма прямолинейной. В картине есть несколько сюжетных линий, но ни в одной из них нет полноценного раскрытия темы и конфликта. В картине выделяются актёрские работы Валентины Талызиной и Евгения Евстигнеева, ставшие одними из лучших в их фильмографии. Впрочем, другие актёрские работы получили низкую оценку. По мнению Неи Зоркой, картина получилась без привычного протагониста и стала коллективной актёрской работой. Евгений Леонов не смог создать главного персонажа как фигуру, сравнимую с Юрием Деточкиным. Досталось и Валентине Теличкиной, персонаж которой оказался совсем некомедийным и остался не полностью раскрытым. Леонид Гайдай, оценивая коллегу, отметил, что дуэт Леонова и Теличкиной также не состоялся, пара не привлекает к себе зрительского внимания. Дуэт главных героев полностью заслонили Евстигнеев, Бурков и Талызина. Не досталось интересного материала для раскрытия образа актёру с замечательным комедийным потенциалом Алексею Грибову.
Советская цензура не оставила без внимания комедию. В отличие от предыдущих работ, в ней речь шла не о случайных недостатках отдельно взятых индивидуумов, сбившихся с верного пути. Вся целиком советская организация (фотоателье), состоящая из граждан разного происхождения, не выдержала искушения и поддалась денежному соблазну. «Наиболее сатирическая из моих картин» — как называл её Эльдар Рязанов — «отняла много сил и оставила рубец на душе». После неё Рязанов на некоторое время отошёл от острых тем, прекратил сотрудничество с Эмилем Брагинским. Следующей режиссёр запланировал экранизацию пьесы «Сирано де Бержерак», которой, впрочем, было не суждено состояться. С картины «Зигзаг удачи» началось многолетнее сотрудничество Эльдара Рязанова с Валентиной Талызиной и Георгием Бурковым. Только здесь они сыграли главные роли, в дальнейшем им доставались большей частью эпизодические персонажи. Картина оказала влияние на известность актёров, их стали охотно приглашать. Однако амплуа оказалось ограничено: для Буркова это были балагуры и пьяницы, Талызиной сложно было изменить представление о том, что она играет только некрасивых героинь с богатым внутренним миром.